# Nita Naldi

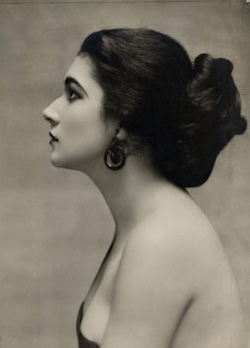
Retrat de l'actriu del 1922

Nita Naldi (Nova York, 13 novembre de 1894 – Nova York, 17 de febrer de 1961) va ser una actriu de cinema mut molt popular durant els anys 20. Juntament amb Barbara La Marr, Pola Negri i Dagmar Godowsky van ser les actrius que van fer de pont entre les “Vamp” com Theda Bara i les “flapper” dels anys del jazz com Louise Brooks.

## Biografia
Donna Dooley (Nita Naldi) va néixer a Nova York en una família d'origen irlandès i italià però poc després els seus pares es van traslladar a Fort Lee, capital del cinema en aquell moment. Les fonts són contradictòries respecte a la data de naixement, que varia entre l'1 d'abril de 1897 i el 13 de novembre de 1894. Va estudiar en una escola per a gent pobre dins un convent de Hoboken (Nova Jersey) on la seva tia era la mare superiora. El seu pare els va abandonar i la seva mare va morir el 1915 per lo que ella va buscar la manera de poder tirar endavant la família. En no aconseguir feina com a actriu, va treballar com a model i més tard va començar en el vodevil amb el seu germà, primer com a corista i després (1918-19) com a part de les Ziegfeld Follies. En aquell moment es va canviar el nom pel de Nita Naldi en record d'una amiga seva que es deia Mary RInaldi. El 1919 va ser descoberta per John Barrymore que va sol·licitar la seva presència a la pel·lícula "Dr. Jekyll and Mr. Hyde” (1920). Amb el seu aspecte sensual i exòtic ben aviat va aconseguir un contracte amb la Famous Players-Lasky (més tard passaria a ser la Paramount Pictures) que la va encasellar en papers de “femme fatale”. El seu paper més memorable va ser a Sang i arena amb Rodolfo Valentino. La parella era tan sensual per al públic que Naldi i Valentino van ser protagonistes de tres pel·lícules més, The Hooded Falcon (1924), A Sainted Devil (1924) i Cobra (1925). També va participar en The Ten Commandments (1923) de Cecil B. DeMille.
El 1926 va marxar sense consentiment de la productora a fer un viatge per Europa. Allà va actuar en pel·lícules com "The Mountain Eagle" (1926), un dels primers treballs d'Alfred Hitchcock i va conèixer el que més endavant seria el seu marit, Searle Barclay. A partir d'aquell moment va començar a perdre interès pel cinema. Això, juntament amb l'arribada del sonor i el fet que les “vamp” ja havien passat de moda, la va fer decidir a retirar-se. La seva darrera pel·lícula va ser "Prater Mitzi", rodada a Viena el 1926. Van viure a París, Hongria i Alemanya i van tornar als Estats Units el 1930 per descobrir que a rel del crac del 1929 estaven arruïnats. El 1933 es van declarar a la bancarrota. El 1930 s'havia casat amb Searle Barclay amb qui va viure fins a la defunció d'aquest el 1945. Es van traslladar a apartaments més modestos i ella va treballar en diverses obres de teatre. Després de la mort del seu marit no es va tornar a casar, tampoc van tenir fills. Ocasionalment encara va fer petits papers en pel·lícules, teatre o televisió. Va viure els darrers anys reclosa al seu apartament, pagat en part per la Actor’s Fund, i va morir d'un infart de miocardi mentre dormia. Portava 48 hores morta abans no van descobrir el seu cadàver. Està enterrada al Calvary Cemetery de Queens a Nova York.

## Filmografia
- El Dr. Jekyll i el Sr. Hyde (Dr. Jekyll and Mr. Hyde) (1920)
- The Common Sin (1920)
- For Your Daughter's Sake (1920)
- Life  (1920)
- The Last Door (1921)
- A Divorce of Convenience (1921)
- Experience (1921)
- The Man from Beyond (1922)
- Reported Missing (1922)
- Channing of the Northwest (1922)
- Sang i arena (1922)
- A Trip to Paramountown (1922)
- The Snitching Hour (1922)
- Anna Ascends (1922)
- For Your Daughter's Sake (1922)
- The Glimpses of the Moon (1923)
- You Can't Fool Your Wife (1923)
- Lawful Larceny (1923)
- Hollywood (1923)
- The Ten Commandments (1923)
- Don't Call It Love (1924)
- The Breaking Point (1924)
- A Sainted Devil (1924)
- The Lady Who Lied (1925)
- The Marriage Whirl (1925)
- Clothes Make the Pirate (1925)
- Cobra (1925)
- What Price Beauty? (1925)
- The Miracle of Life (1926)
- The Unfair Sex (1926)
- The Mountain Eagle (1926)
- La femme nue (1926)
- Prater Mitzi (1927)